# Edakkazhiyur
Edakkazhiyur es una ciudad censal situada en el distrito de Thrissur en el estado de Kerala (India). Su población es de 17335 habitantes (2011). Se encuentra a 34 km de Thrissur y a 77 km de Kozhikode.

## Demografía
Según el censo de 2011 la población de Edakkazhiyur era de 17335 habitantes, de los cuales 8093 eran hombres y 9242 eran mujeres. Edakkazhiyur tiene una tasa media de alfabetización del 92,60%, inferior a la media estatal del 94%: la alfabetización masculina es del 95,28%, y la alfabetización femenina del 90,32%.